# Karl Swoboda (sollevatore)
Karl Swoboda (Ottakring, 20 luglio 1882 – Vienna, 19 aprile 1933) è stato un sollevatore austriaco campione mondiale che gareggiò nella categoria dei pesi massimi (oltre 80 kg.).

## Biografia
Insieme ad altri suoi connazionali dell'epoca, Karl Swoboda rappresentava l'élite mondiale del sollevamento pesi nelle categorie più pesanti.
Cominciò da ragazzo a sollevare pesi mentre lavorava come apprendista macellaio, dimostrando da subito di avere una forza notevole.
Autore di diversi record mondiali nel sollevamento pesi, vinse due titoli mondiali nel 1911 ed in altre due occasioni terminò al 2º posto.
Non partecipò mai alle Olimpiadi in quanto a quell'epoca il sollevamento pesi era escluso dal programma olimpico.
Morì nel 1933 e fu sepolto nel cimitero di Hernals.